# نضناض طويل المنقار الشرقي
النضناض طويل المنقار الشرقي (الاسم العلمي: Zaglossus bartoni)، المعروف أيضًا باسم نضناض طويل المنقار لِبارتون، هو واحد من ثلاثة أنواع التي تتبع جنس النضناض طويل المنقار (الاسم العلمي: Zaglossus) يوجد في غينيا الجديدة. يوجد بشكل رئيسي في النصف الشرقي على ارتفاعات تراوح بين 2000 و 3000 متر.